# Clausthalita
La clausthalita es un mineral de la clase de los minerales sulfuros, siendo un seleniuro de plomo del llamado "grupo de la galena". Fue descubierto en 1832, nombrándolo por la localidad en donde fue encontrado: Clausthal-Zellerfeld, en las montañas Harz (Alemania).

## Características químicas
Forma una serie de solución sólida con la galena (PbS), por sustitución gradual de átomos de azufre por selenio en la estructura cristalina.
Son frecuentes las impurezas que le dan distintas tonalidades como son: mercurio, cobalto y cobre.

## Formación y yacimientos
Puede encontrarse este mineral en yacimientos de minerales del selenio sometidos a procesos hidrotermales con escaso sulfuro, encontrándose junto a otros minerales seleniuros.
Otros minerales con los que comúnmente aparece asociado son: tiemannita, klockmannita, berzelianita, umangita, oro, estibiopaladinita o uraninita.

## Usos
Puede ser empleado como mena del plomo.